# 中井站

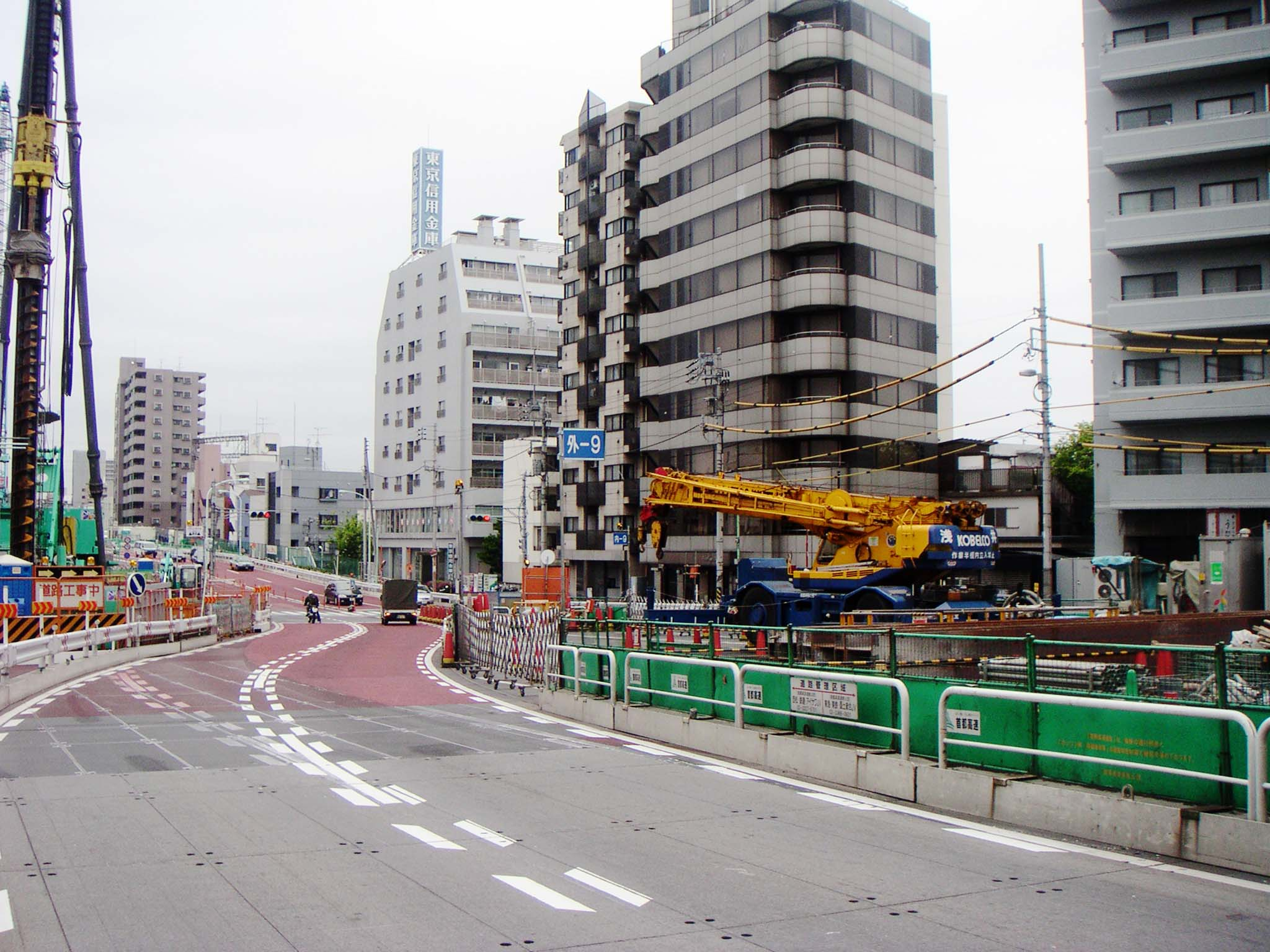
車站上方的山手通（2005年5月）

中井站（日语：／ Nakai eki */?）是位於日本東京都新宿區，屬於西武鐵道、東京都交通局（都營地下鐵）的鐵路車站。
西武鐵道站區位于中落合一丁目、東京都交通局站區位于上落合二丁目。

## 停靠路線
此站在西武鐵道車站有新宿線，東京都交通局車站有都營地下鐵大江戶線停靠。
西武鐵道的車站編號是SS04、東京都交通局是E 32。
雙方的車站隔着妙正寺川，互相獨立且沒有專用的聯絡通道。轉乘時需要出閘，途径地面的商店街。

## 歷史
- 1927年（昭和2年）4月16日：西武鐵道車站開業。
- 1963年（昭和38年）11月1日：西武新宿線從島式月台1面2線改建為相對式月台2面3線，成為待避站[2]。
- 1969年（昭和44年）11月16日：西武新宿線車站天橋啟用[2]。
- 1992年（平成4年）12月1日：自動驗票閘門啟用。
- 1997年（平成9年）12月19日：大江戶線車站開業，成為轉乘站[3]。
- 2000年（平成12年）4月20日：都營12號線改稱大江戶線。
- 2016年（平成28年）
  - 6月5日：西武新宿線車站剪票口地下化[4]。
  - 12月17日：西武新宿線車站新設南北自由通道，北口啟用[5][6]。

## 車站構造

### 西武鐵道
本站是相對式月台2面2線，中央有一條上下共用通過線，共計2面3線的地面車站。該通過線在上下行方向均屬副本線，列車受到轉轍器的速度限制需減速行駛。
月台有效長度可停靠8輛編組列車。
2016年6月5日起，剪票口移至地下。同時設置電梯與電扶梯。從此西武鐵道1日平均使用人數達3000人以上的所有車站都完成無障礙化。同年12月17日整備南北自由通道，新增北口。過去剪票口有階梯直通山手通，但已在2000年拆除。廁所設在下行月台。

#### 月台配置
| 月台 | 路線   | 方向 | 目的地                 |
| ---- | ------ | ---- | ---------------------- |
| 1    | 新宿線 | 下行 | 所澤、本川越、拜島方向 |
| 2    | 新宿線 | 上行 | 高田馬場、西武新宿方向 |

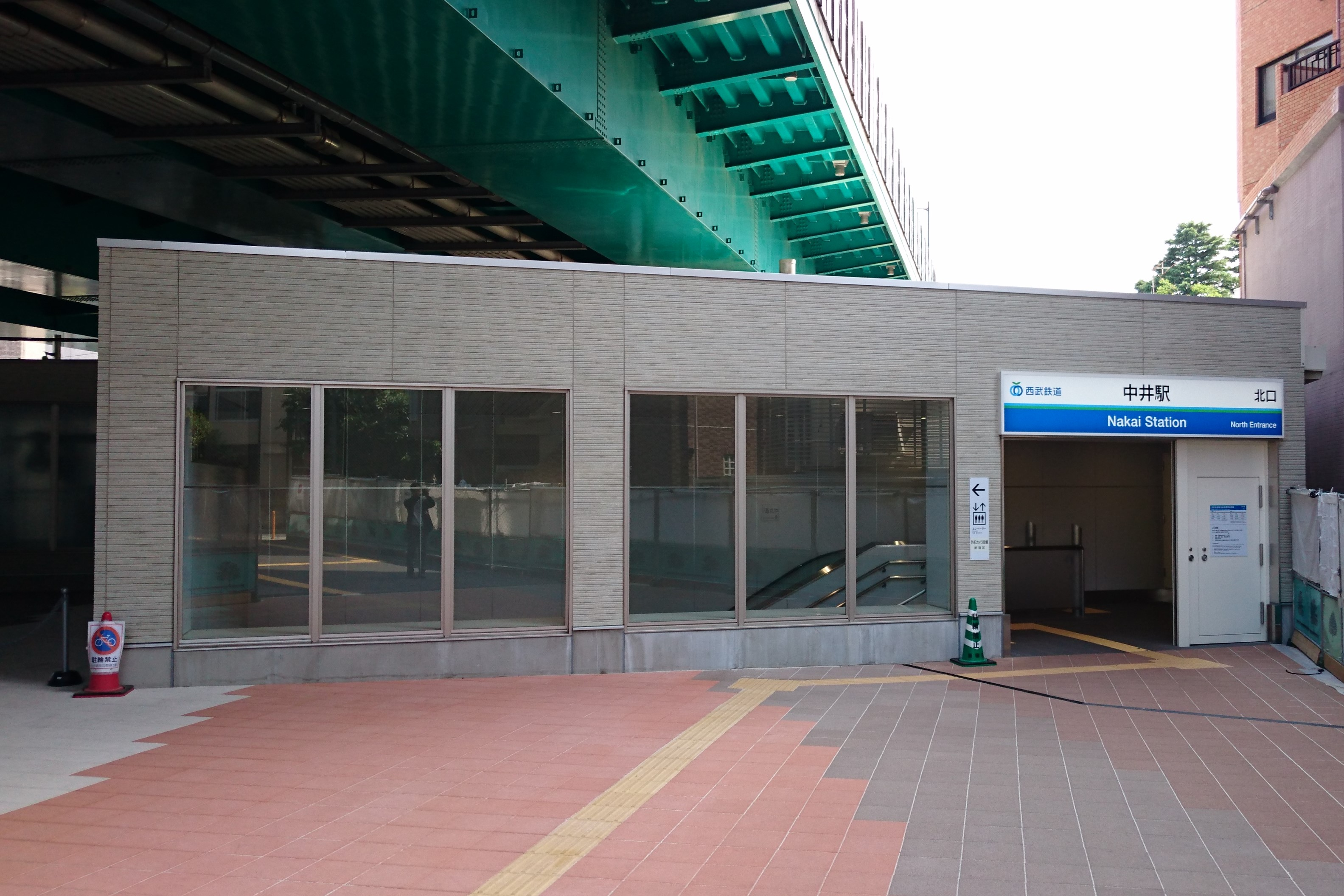
北口（2017年5月27日）
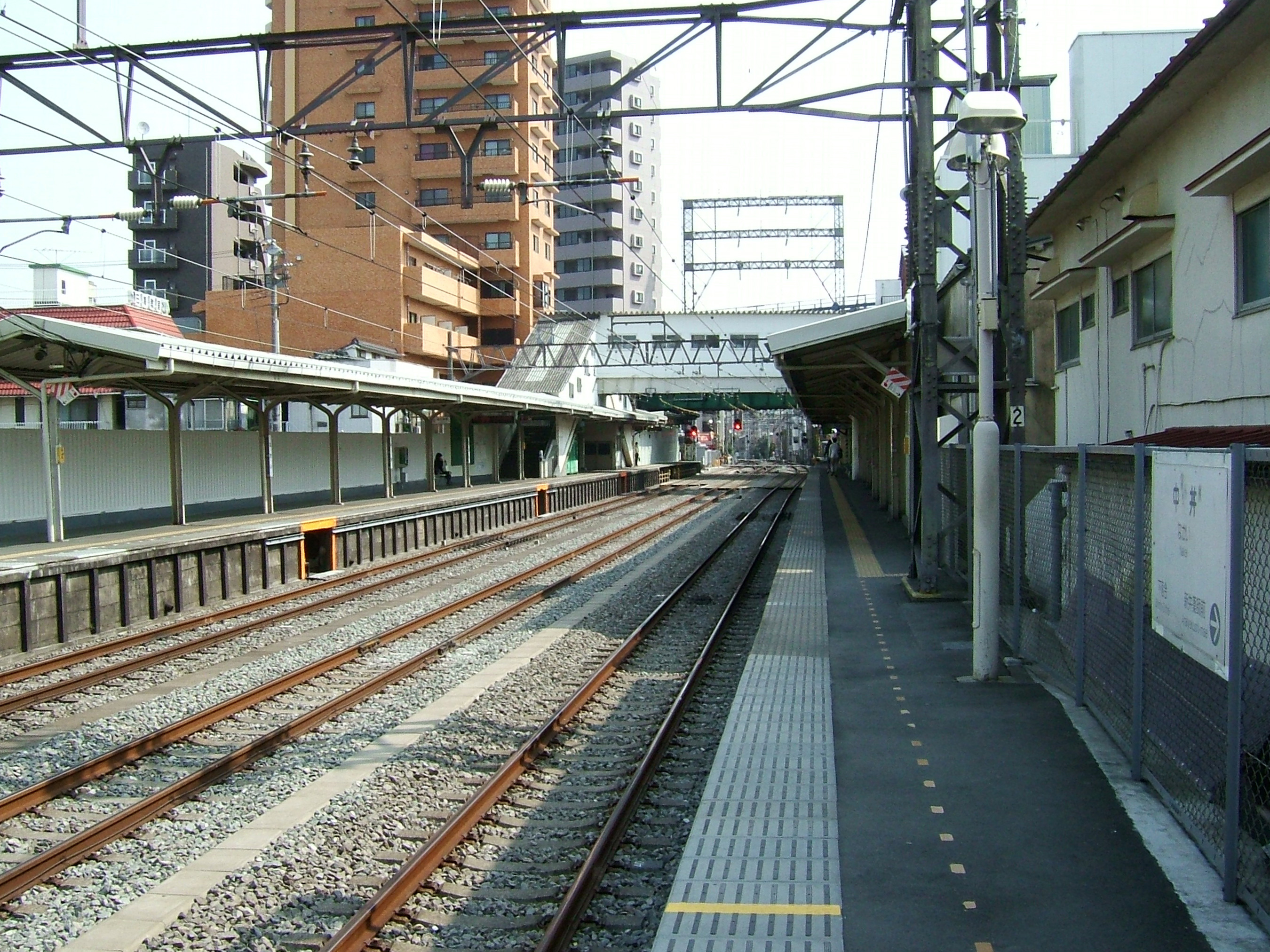
月台（2008年3月13日）

### 東京都交通局
都營地下鐵站區位於山手通及首都高速中央環狀線山手隧道正下方，深度約35米。副站名為「目白大學、目白學園前」。月台採島式月台1面2線設計。

#### 月台配置
| 月台 | 路線     | 目的地                                   |
| ---- | -------- | ---------------------------------------- |
| 1    | 大江戶線 | 都廳前、六本木、（都廳前轉乘）飯田橋方向 |
| 2    | 大江戶線 | 練馬、光丘方向                           |

（來源：都營地下鐵:車站構內圖（页面存档备份，存于））

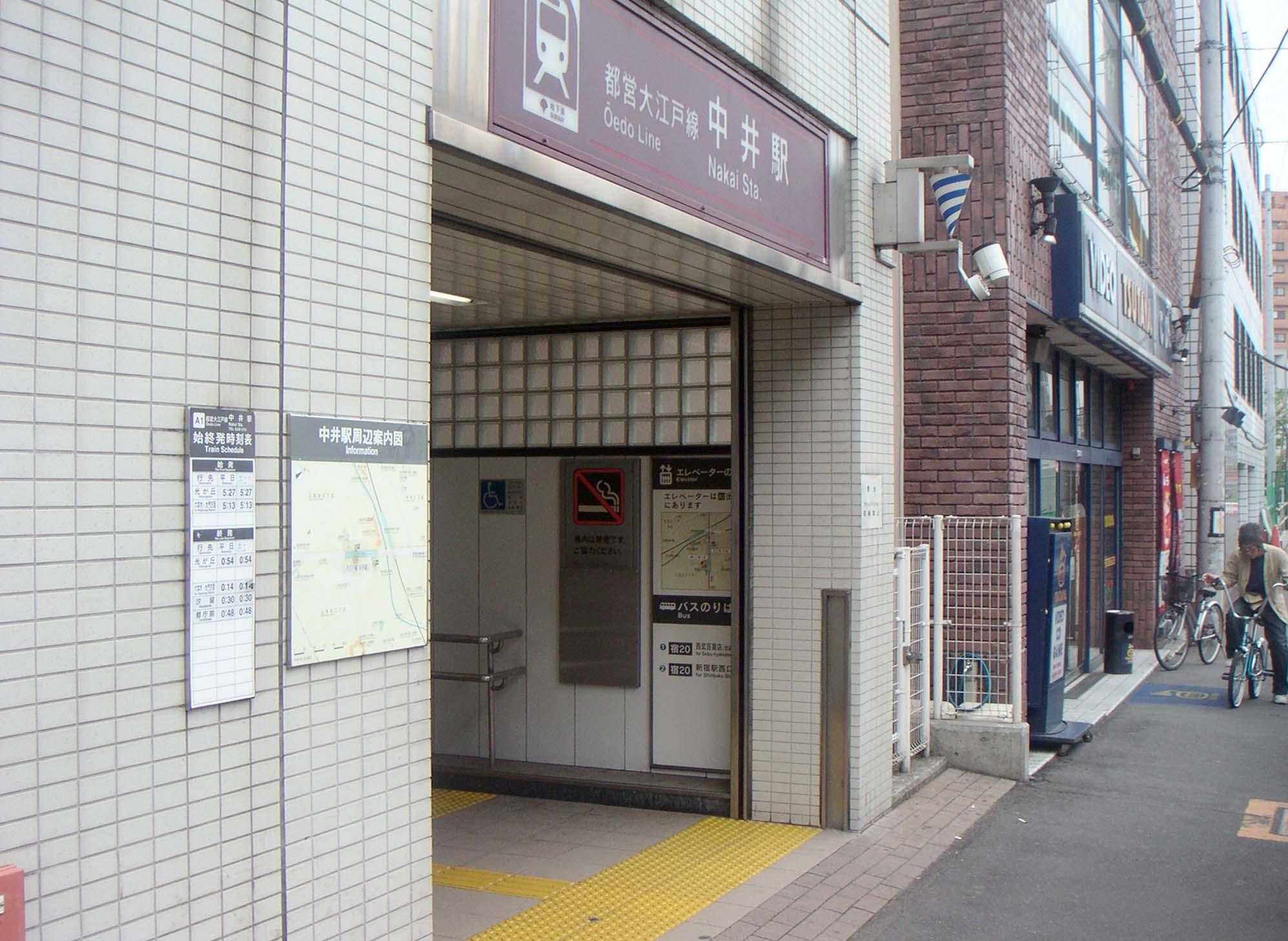
大江戶線出入口（2005年5月）
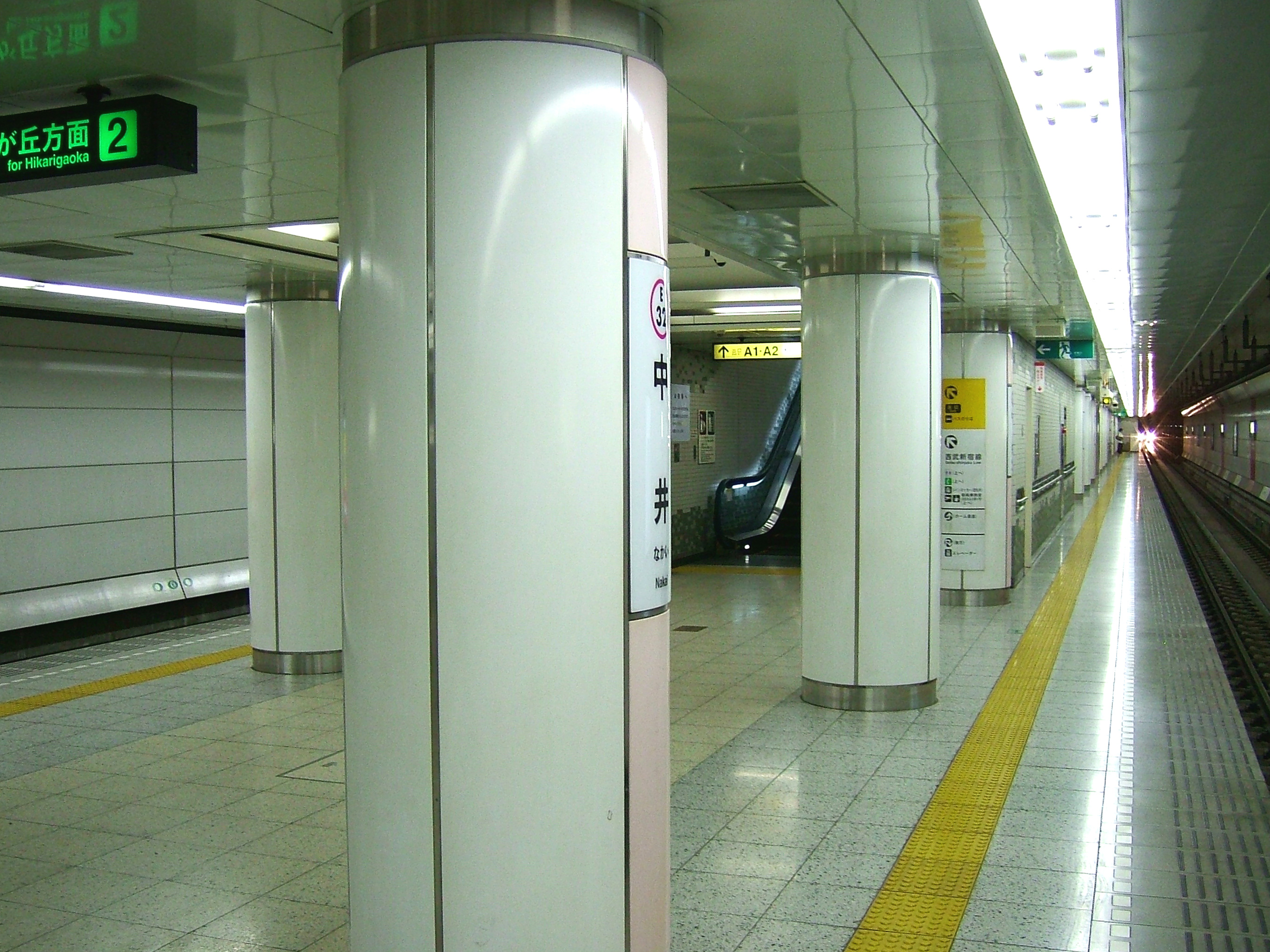
月台（2008年3月）

## 利用狀況
- 西武鐵道 - 2017年度1日平均上下車人次為29,104人[9]。
西武鐵道全部92個車站當中排名第35位。
- 都營地下鐵 - 2017年度1日平均上下車人次為25,482人（上車人次12,957人、下車人次12,525人）[使用人數 1]。
大江戶線全部38個車站當中排名第32位。

### 各年度1日平均上下車人次
各年度1日平均上下車人次如下表。
| 年度               | 西武鐵道           | 西武鐵道 | 都營地下鐵         | 都營地下鐵 |
| 年度               | 1日平均 上下車人次 | 增長率   | 1日平均 上下車人次 | 增,女率    |
| ------------------ | ------------------ | -------- | ------------------ | ---------- |
| 1997年（平成09年） | 24,484             |          |                    |            |
| 1998年（平成10年） | 26,070             | 6.5%     |                    |            |
| 1999年（平成11年） | 25,588             | −1.8%    |                    |            |
| 2000年（平成12年） | 25,698             | 0.4%     |                    |            |
| 2001年（平成13年） | 25,906             | 0.8%     |                    |            |
| 2002年（平成14年） | 25,709             | −0.8%    |                    |            |
| 2003年（平成15年） | 26,362             | 2.5%     | 19,770             | 7.9%       |
| 2004年（平成16年） | 26,266             | −0.4%    | 19,956             | 0.9%       |
| 2005年（平成17年） | 26,587             | 1.2%     | 20,828             | 4.4%       |
| 2006年（平成18年） | 27,099             | 1.9%     | 21,377             | 2.6%       |
| 2007年（平成19年） | 28,133             | 3.8%     | 22,563             | 5.5%       |
| 2008年（平成20年） | 28,544             | 1.5%     | 22,563             | 0.0%       |
| 2009年（平成21年） | 28,807             | 0.9%     | 22,081             | −2.1%      |
| 2010年（平成22年） | 28,532             | −1.0%    | 21,881             | −0.9%      |
| 2011年（平成23年） | 27,662             | −3.0%    | 20,897             | −4.5%      |
| 2012年（平成24年） | 28,011             | 1.3%     | 21,956             | 5.1%       |
| 2013年（平成25年） | 28,264             | 0.9%     | 22,866             | 4.1%       |
| 2014年（平成26年） | 27,736             | −1.9%    | 23,407             | 2.4%       |
| 2015年（平成27年） | 27,885             | 0.5%     | 24,151             | 3.2%       |
| 2016年（平成28年） | 27,941             | 0.2%     | 24,608             | 1.9%       |
| 2017年（平成29年） | 29,104             | 4.2%     | 25,482             | 3.6%       |

### 各年度1日平均上車人次（1927年－1935年）
各年度1日平均上車人次推移如下表。
| 年度               | 西武鐵道 | 來源             |
| ------------------ | -------- | ---------------- |
| 1927年（昭和02年） | 1,358    | [ 東京府統計 1 ] |
| 1928年（昭和03年） | 1,915    | [ 東京府統計 2 ] |
| 1929年（昭和04年） | 1,653    | [ 東京府統計 3 ] |
| 1930年（昭和05年） | 1,745    | [ 東京府統計 4 ] |
| 1931年（昭和06年） | 1,741    | [ 東京府統計 5 ] |
| 1932年（昭和07年） | 2,692    | [ 東京府統計 6 ] |
| 1933年（昭和08年） | 3,000    | [ 東京府統計 7 ] |
| 1934年（昭和09年） | 2,992    | [ 東京府統計 8 ] |
| 1935年（昭和10年） | 3,030    | [ 東京府統計 9 ] |

### 各年度1日平均上車人次（1956年－2000年）
| 年度               | 西武鐵道 | 都營地下鐵 | 來源              |
| ------------------ | -------- | ---------- | ----------------- |
| 1956年（昭和31年） | 9,214    | 未開業     | [ 東京都統計 1 ]  |
| 1957年（昭和32年） | 9,272    | 未開業     | [ 東京都統計 2 ]  |
| 1958年（昭和33年） | 9,696    | 未開業     | [ 東京都統計 3 ]  |
| 1959年（昭和34年） | 10,261   | 未開業     | [ 東京都統計 4 ]  |
| 1960年（昭和35年） | 10,698   | 未開業     | [ 東京都統計 5 ]  |
| 1961年（昭和36年） | 11,420   | 未開業     | [ 東京都統計 6 ]  |
| 1962年（昭和37年） | 12,021   | 未開業     | [ 東京都統計 7 ]  |
| 1963年（昭和38年） | 12,764   | 未開業     | [ 東京都統計 8 ]  |
| 1964年（昭和39年） | 13,633   | 未開業     | [ 東京都統計 9 ]  |
| 1965年（昭和40年） | 14,232   | 未開業     | [ 東京都統計 10 ] |
| 1966年（昭和41年） | 13,308   | 未開業     | [ 東京都統計 11 ] |
| 1967年（昭和42年） | 13,178   | 未開業     | [ 東京都統計 12 ] |
| 1968年（昭和43年） | 12,845   | 未開業     | [ 東京都統計 13 ] |
| 1969年（昭和44年） | 12,840   | 未開業     | [ 東京都統計 14 ] |
| 1970年（昭和45年） | 12,721   | 未開業     | [ 東京都統計 15 ] |
| 1971年（昭和46年） | 12,369   | 未開業     | [ 東京都統計 16 ] |
| 1972年（昭和47年） | 12,822   | 未開業     | [ 東京都統計 17 ] |
| 1973年（昭和48年） | 13,068   | 未開業     | [ 東京都統計 18 ] |
| 1974年（昭和49年） | 13,296   | 未開業     | [ 東京都統計 19 ] |
| 1975年（昭和50年） | 13,057   | 未開業     | [ 東京都統計 20 ] |
| 1976年（昭和51年） | 12,504   | 未開業     | [ 東京都統計 21 ] |
| 1977年（昭和52年） | 12,334   | 未開業     | [ 東京都統計 22 ] |
| 1978年（昭和53年） | 12,751   | 未開業     | [ 東京都統計 23 ] |
| 1979年（昭和54年） | 12,858   | 未開業     | [ 東京都統計 24 ] |
| 1980年（昭和55年） | 12,721   | 未開業     | [ 東京都統計 25 ] |
| 1981年（昭和56年） | 12,792   | 未開業     | [ 東京都統計 26 ] |
| 1982年（昭和57年） | 12,633   | 未開業     | [ 東京都統計 27 ] |
| 1983年（昭和58年） | 12,574   | 未開業     | [ 東京都統計 28 ] |
| 1984年（昭和59年） | 12,436   | 未開業     | [ 東京都統計 29 ] |
| 1985年（昭和60年） | 12,603   | 未開業     | [ 東京都統計 30 ] |
| 1986年（昭和61年） | 13,038   | 未開業     | [ 東京都統計 31 ] |
| 1987年（昭和62年） | 13,191   | 未開業     | [ 東京都統計 32 ] |
| 1988年（昭和63年） | 13,277   | 未開業     | [ 東京都統計 33 ] |
| 1989年（平成元年） | 12,967   | 未開業     | [ 東京都統計 34 ] |
| 1990年（平成02年） | 13,247   | 未開業     | [ 東京都統計 35 ] |
| 1991年（平成03年） | 13,128   | 未開業     | [ 東京都統計 36 ] |
| 1992年（平成04年） | 12,786   | 未開業     | [ 東京都統計 37 ] |
| 1993年（平成05年） | 12,441   | 未開業     | [ 東京都統計 38 ] |
| 1994年（平成06年） | 12,008   | 未開業     | [ 東京都統計 39 ] |
| 1995年（平成07年） | 11,787   | 未開業     | [ 東京都統計 40 ] |
| 1996年（平成08年） | 11,630   | 未開業     | [ 東京都統計 41 ] |
| 1997年（平成09年） | 11,430   | 3,417      | [ 東京都統計 42 ] |
| 1998年（平成10年） | 12,112   | 4,427      | [ 東京都統計 43 ] |
| 1999年（平成11年） | 11,902   | 4,940      | [ 東京都統計 44 ] |
| 2000年（平成12年） | 12,052   | 6,200      | [ 東京都統計 45 ] |

### 各年度1日平均上車人次（2001年以後）
| 年度               | 西武鐵道 | 都營地下鐵 | 來源              |
| ------------------ | -------- | ---------- | ----------------- |
| 2001年（平成13年） | 12,537   | 8,575      | [ 東京都統計 46 ] |
| 2002年（平成14年） | 12,614   | 9,156      | [ 東京都統計 47 ] |
| 2003年（平成15年） | 13,005   | 9,863      | [ 東京都統計 48 ] |
| 2004年（平成16年） | 12,956   | 10,008     | [ 東京都統計 49 ] |
| 2005年（平成17年） | 13,142   | 10,468     | [ 東京都統計 50 ] |
| 2006年（平成18年） | 13,416   | 10,745     | [ 東京都統計 51 ] |
| 2007年（平成19年） | 13,975   | 11,355     | [ 東京都統計 52 ] |
| 2008年（平成20年） | 14,186   | 11,359     | [ 東京都統計 53 ] |
| 2009年（平成21年） | 14,340   | 11,154     | [ 東京都統計 54 ] |
| 2010年（平成22年） | 14,178   | 11,036     | [ 東京都統計 55 ] |
| 2011年（平成23年） | 13,702   | 10,581     | [ 東京都統計 56 ] |
| 2012年（平成24年） | 13,923   | 11,085     | [ 東京都統計 57 ] |
| 2013年（平成25年） | 13,960   | 11,583     | [ 東京都統計 58 ] |
| 2014年（平成26年） | 13,683   | 11,887     | [ 東京都統計 59 ] |
| 2015年（平成27年） | 13,776   | 12,276     | [ 東京都統計 60 ] |
| 2016年（平成28年） | 13,802   | 12,517     | [ 東京都統計 61 ] |
| 2017年（平成29年） |          | 12,957     |                   |

備註
1. ↑  1927年4月16日開業。
2. ↑  1997年12月19日開業。

## 車站周邊
西武鐵道月台上方式山手通高架。
- 新宿區立林芙美子紀念館（日语：林芙美子記念館）
- 目白學園
  - 目白大學新宿校區
  - 目白大學短期大學部
  - 目白研心中學校、高等學校（日语：目白研心中学校・高等学校）
- 新宿上落合郵便局
- 瑞穗銀行中井支店
- 東京信用金庫（日语：東京信用金庫）中井站前支店
- 山手通（東京都道317號環狀六號線）
- 東京地下鐵東西線 落合站
- 妙正寺川（日语：妙正寺川）
- 東京博善（日语：東京博善）落合齋場（日语：落合斎場）

### 巴士路線
最近的巴士站是山手通上的「中井站」巴士站。
- 西武巴士
  - 宿20系統：往新宿站西口／往西武百貨店（池袋站東口）

## 相鄰車站
西武鐵道
 新宿線
■通勤急行、■急行、■準急
通過
■各站停車
下落合（SS03）－中井（SS04）－新井藥師前（SS05）
 都營地下鐵
 大江戶線
東中野（E 31）－中井（E 32）－落合南長崎（E 33）

## 外部連結
- 中井 - 西武鐵道
- 中井 - 東京都交通局